# Криохимия
Криохимия — раздел химии, который изучает превращения в жидкой и твёрдой фазах при низких (вплоть до 70 К) и сверхнизких (ниже 70 К) температурах. По изучаемым явлениям имеет пересечения с физикой конденсированных сред и астрохимией.

## Феноменология
Экспериментально установлено, что увеличение температуры обычно увеличивает скорость реакции. Согласно уравнению Аррениуса увеличивается число активных молекул, приводящих к образованию продуктов реакции. Из этого следует, что с уменьшением температуры должно уменьшатся число активных молекул и, следовательно, и скорость реакции. В большинстве случаев это выполняется. Но около века назад[уточнить] были найдены процессы, скорость которых увеличивалась не при нагревании, а при охлаждении. Это означает, что величина энергии активации из уравнения Аррениуса имеет отрицательный знак, что противоречит здравому смыслу. Указанную аномалию удалось объяснить, когда обнаружили, что низкотемпературное инициирование процесса связано и с изменением механизма процесса и образованием термически нестойких молекулярных комплексов, способствующих данному направлению химического процесса. С наибольшей вероятностью при низкой температуре идёт процесс с наименьшей энергией активации. Поэтому понижение температуры в подобных системах может привести одновременно к двум желательным результатам: во-первых, благодаря изменению механизма образования основного продукта реакции облегчается процесс его накопления через низкотемпературные молекулярные комплексы, во-вторых, подавляются побочные процессы, характеризующиеся, как правило, более высокой энергией активации. В конечном счёте реализуется высокоселективный химический процесс.

## История
Химические реакции при низких температурах наблюдались впервые Джеймсом Дьюаром в начале XX века (фторирование углеводородов при 90 К; реакции щёлочных металлов, сероводорода и некоторых других соединений с жидким кислородом). В 30-х годах Ронни Белл в жидкофазных реакциях с участием атома водорода, обнаружил при низких температурах отклонения от закона Аррениуса и изотопный эффект. Систематические исследования в области криохимии ведутся с 50-х годов, чему способствовало появление ряда новых экспериментальных методик, и прежде всего методов радиоспектроскопии и матричной изоляции.

## Основные задачи криохимии
- исследование механизма элементарного акта химических реакций при низких температурах;
- изучение влияния межмолекулярного взаимодействия на реакционную способность и связь последней с физико-химическими свойствами веществ;
- получение химических соединений и частиц, нестабильных или высокореакционных при обычных температурах;
- выяснение нижних температурных границ химической активности веществ.

## Туннельный эффект
Туннельным эффектом в квантовой механике называется эффект, связанный с проникновением кванта (или пакета) сквозь потенциальный барьер, превышающий полную энергию проникающего кванта. Проявляется при температурах порядка нескольких кельвинов. В предельном случае при бесконечной высоте барьера вероятность протуннелировать экспоненциально стремится к нулю. То есть при уменьшении барьера вероятность проникнуть сквозь него увеличивается.
При столкновении молекул (атомов) с энергией меньшей, чем энергия активации, возможно их химическое взаимодействие (при сверхнизких температурах). При этом электроны химической связи как бы проскакивают, туннелируют сквозь потенциальный барьер (в данном случае это энергия активации). Туннельным эффектом объясняется возможность в условиях космического холода создания (самосинетеза) сложных органических молекул (простейших аминокислот, углеводов), которые недавно были спектроскопически обнаружены в некоторых галактиках.

## Жидкофазные реакции
Для жидкофазных реакций при низких температурах важное значение приобретают сравнительно слабые межмолекулярные взаимодействия реагентов друг с другом и с молекулами окружающей среды, которые при обычных температурах не существенны из-за теплового движения. В результате кинетика низкотемпературных реакций в значительной степени определяется процессами сольвации и комплексообразования реагентов, физико-химическими свойствами среды и усилением эффекта клетки. В криохимических реакциях может наблюдаться ряд особенностей. Так, вместо аррениусовской зависимости константы скорости от температуры, константа возрастает с понижением температуры, при некоторой температуре достигает максимума, а затем уменьшается. Кроме того, нередко изменяется механизм реакции, её порядок и направление, среди параллельно идущих реакций отбираются те, при которых энергия активации наименьшая, что существенно повышает селективность процессов.

## Твердофазные реакции
Для осуществления твердофазовых реакций при сверхнизких температурах, как правило, необходимо внешнее инициирующее воздействие (фотолиз, γ-излучение), либо участие высокоактивных реагентов, например атомарных металлов. Кинетика этих реакций определяется ограниченной молекулярной подвижностью реагентов, замедленной структурной релаксацией их окружения, а также энергетической и пространственной неоднородностью, характерной для твердофазных реакций. В результате, в твёрдой фазе при низких температурах химически идентичные частицы являются химически неэквивалентными. Кинетика таких реакций описывается спектром характеристических времён и зависит от структурного состояния среды (стекло или кристалл), в частности от наличия фазовых переходов, внешних и внутренних механических напряжений и т. д. Для твердофазных реакций также наблюдается, в ряде случаев, отклонение от закона Аррениуса, которое состоит в том, что начиная с определённой температуры константы скорости перестают зависеть от температуры и выходят на низкотемпературный предел скорости, что обычно связывают с туннельными переходами. К таким реакциям относятся: изомеризация радикальных пар в γ-облучённом кристалле диметилглиоксима, перенос атома водорода при изомеризации арильных радикалов, отрыв атома водорода метильными радикалами в стеклообразных матрицах метанола и этанола и др. Протекание реакций при сверхнизких температурах позволяет предполагать, что в принципе возможно образования сложных органических молекул в условиях космического холода («холодная» предбиологическая эволюция).

## Перспективы
Криохимия создаёт уникальные возможности для получения и стабилизации химически неустойчивых частиц и соединений. Частицы изолируют друг от друга в инертных матрицах (обычно твёрдых благородных газах — Ar, Kr, Xe, Ne) при температурах исключающих возможность тепловой диффузии (обычно ниже температуры кипения N2) — так называемый метод матричной изоляции. При исследовании изолированных в матрицах соединений используются различные спектральные методы — поглощение инфракрасной, видимой и ультрафиолетовой областях, люминесценцию, ЭПР, ЯМР, мёссбауэровскую спектроскопию. Методом матричной изоляции стабилизированы и исследованы карбены, интермедиаты с кратной связью углерод-кремний (силаэтилен, силабензол), моно- и биядерные комплексы переходных металлов, комплексы галогенов и галогеноводородов с олефинами и др.
С помощью метода матричной изоляции могут быть получены высокоэнергетические топлива, превышающим по запасам энергии наиболее эффективные из ныне существующих. Так, для топливных пар H2 + O2 и H2 + F2 теплота сгорания составляет около 12,56 Мдж/кг, а для систем, на 100 % состоящих из атомов водорода — 217,7 Мдж/кг. Однако, достигнутая пока предельная концентрация атомов водорода в твёрдой молекулярной матрице H2 в сверхтекучем гелии, не превышает 0,1 %, что обусловлено протеканием туннельных реакций рекомбинации и изотопного обмена атомов (H и D). К этой области криохимии примыкают также явления чисто квантовой природы: конденсация Бозе-Эйнштейна, квантовая диффузия, образование металлического водорода.
Разработаны методы криохимического синтеза, основанные на низкотемпературной соконденсации реагентов. Получаемые путём высокотемпературного испарения в высоком вакууме атомы металлов чрезвычайно реакционноспособны и в момент конденсации на охлаждаемых стенках реактора реагируют с органическими соединениями, образуя металлоорганические соединения различных типов. В частности, этим методом получены органические производные переходных металлов, в том числе π-комплексы «сэндвичевого» типа. Некоторые из них являются катализаторами и исходными соединениями в синтезе органических и металлоорганических соединений.
В химической промышленности низкие температуры используют в синтезе аммиака, при каталитической конверсии метана и катионной полимеризации изобутилена, при получении аморфных и мелкокристаллических металлов. Криохимические процессы, основанные на физико-химических превращениях при низких температурах (кристаллизация, сублимация, сушка, экстрагирование и диспергирование), в сочетании с последующей дегидрацией, термическим разложением, спеканием и т. п., при температурах выше 70К перспективны в производстве ферритов, твёрдых электролитов, пьезокерамики, катализаторов, адсорбентов.
Продукты криотехнологий: химические реактивы, ферменты, сорбенты, лекарственные вещества, резисторы, композиты, пигменты, катализаторы, электродные и пьезоматериалы, пористая керамика, порошки для стекловарения и выращивания монокристаллов.